# Jaume Joan Ferrer Sancho
Jaume Joan Ferrer Sancho (Palma di Maiorca, 27 dicembre 1958) è uno scrittore e medico spagnolo.

## Biografia
Ha frequentato la Scuola Lluís Vicens Vives fino al liceo a Maiorca, poi si è trasferito a Barcellona.
Si è laureato in medicina nel 1982 nella Università Autonoma di Barcellona, iniziando lo stesso anno il programma di formazione per laureati in medicina, prima di ottenere una qualifica specialistica (MIR). Dopo aver ottenuto il titolo di pneumologo ha iniziato la sua carriera professionale lavorando in diversi ospedali della Catalogna, fino a quando è stato assunto come interno nell'Ospedale Vall d'Hebron a Barcellona.
Nel 1990 ha presentato la sua tesi sulla mineralogia della pleura ed ha raggiunto il dottorato; nel 1994 ha ottenuto il luogo di proprietà presso l'Ospedale Vall d'Hebron, dove dal 1994 gestisce la sezione di pneumologia. Inoltre, lavora come professore associato di pneumologia e professore di medicina nella Università Autonoma di Barcellona. Si è anche laureato in filologia catalana nel 1998 all'Università Autonoma di Barcellona.
La sua passione per la letteratura lo ha spinto a scrivere due libri: La llum dels orfes (Pagès Editors S.L., 2007) che è stato il vincitore del premio 7lletres l'anno 2007, e Falenes (Arola Editors S.L., 2012).

## Attività scientifica
Ha pubblicato più di cinquanta articoli scientifici in Spagna, ma anche a livello internazionale, collaborando anche alla scrittura di libri di pneumologia; per di più, ha partecipato a vari convegni nazionali ed internazionali, facendo delle presentazioni. La sua ricerca scientifica è particolarmente incentrata sulle malattie della pleura, la broncopneumopatia cronica ostruttiva e le malattie respiratorie professionali.

## Attività letteraria

### Opera pubblicata
La sua prima opera è La llum dels orfes (La luce degli orfani) (Pagès Editors, 2007): è una raccolta di sette racconti brevi che parlano di alcuni orfani; ogni personaggio reagisce a questa condizione in maniera distinta. La seconda opera è Falenes (Falene) (Arola Editors, 2012): è una raccolta di racconti brevi.

### Premi
L'opera La llum dels orfes fu la vincitrice del premio 7lletres, un concorso promosso ogni anno dal Consiglio della Comarca della Segarra, dal Centro Culturale Comunale di Cervera e dalla Fondazione Pedrolo per premiare la migliore collezione di racconti scritti in catalano.

### Caratteristiche dell'opera letteraria
Negli articoli pubblicati nel giornale catalano Avui in occasione della pubblicazione di libri, il critico catalano David Castillo ha sottolineato l'accuratezza nei dettagli, la forza degli argomenti e la descrizione delle situazioni emotive: Ferrer Sancho parla nei suoi libri di argomenti come il dolore, la solitudine e l'incomprensibilità della razza umana, mostrando l'aspetto più spaventoso della vita attraverso dei personaggi tragici.
David Castillo paragona lo stile di Ferrer Sancho a quello di Mercè Rodoreda o Julio Cortázar.